# 猶太國 (作品)
猶太國（德語：Der Judenstaat）是西奥多·赫茨尔于1896年2月出版在维也纳和莱比锡出版的锡安主义作品，该书的副标题是“解决犹太人问题的现代方案”。该书是现代锡安主义最重要的作品之一。该书原本是为罗斯柴尔德家族所写。